# Rode soldaatboktor
De rode soldaatboktor (Obrium cantharinum) is een keversoort uit de familie van de boktorren (Cerambycidae). De wetenschappelijke naam van de soort werd gepubliceerd in 1767 door Linnaeus.